# قائد النعماني
قائد النعماني فنان وممثل ومخرج عراقي (1946 - 2009).

## أسمه ودراسته
وأسمه قائد فليفل حسن، ولد في بلدة النعمانية والتي تقع في محافظة واسط عام 1946، وبعد إكمالهِ لدراستهِ الأولية أنتقل إلى منطقة الكاظمية، وأكمل دراستهِ المتوسطة في مدرسة الفجر في الكاظمية، وكان الشاعر العراقي والمعارض السياسي مظفر النواب يدرس فيها اللغة العربية والنشاط الفني، وكان أول عمل مسرحي للطلاب شارك بهِ قائد النعماني في المدرسة مسرحية (رأس الشليلة)، وهي من تأليف الفنان يوسف العاني، وأخراج مظفر النواب.
بعد تخرجهِ من الإعدادية دخل أكاديمية الفنون الجميلة في قسم الفنون المسرحية عام 1965، وتخرج في عام 1969. وبعدها حصل على شهادة الماجستير في الإخراج من جامعة كولورادو عام 1986، ثم نال شهادة الدكتوراه في الفنون من جامعة تكساس عام 1991.

## من أعمالهِ
عمل ممثلاً في فرقة المسرح الشعبي، وفرقة مسرح 14 تموز، وفرقة المسرح الحر، وفرقة مسرح الرسالة.
- أشهر مسرحياته الدبخانة، وكانت من إخراج: أسعد عبد الرزاق.
- مسرحية كان يا ما كان، اعداد وإخراج: قاسم محمد.
- مسرحية اللص.
- مسرحية بين المالك والمملوك ضاع التارك والمتروك.
- مسرحية عرس واويه.
- مسرحية (كلهم أولادي) إخراج: جاسم العبودي.

### في السينما
1. فيلم الرأس
2. فيلم الجابي
3. فيلم يوم آخر
4. فيلم الزورق
5. فيلم التجربة
6. فيلم النهر
7. فيلم القادسية، من إخراج: صلاح أبو سيف، عام 1981.
8. فيلم المسألة الكبرى
9. مساعد مخرج لفيلم الملوك الثلاثة، عام 1999، ومن بطولة جورج كلوني، وإنتاج شركة ورنر بروذرز.
10. برنامج افتح ياسمسم
11. فلم الانتقام 2009
12. فلم السيد صدام 2009
13. فلم بغداد تكساس 2009

### المسلسلات التلفازية
- عمل في مسلسل (الباشا) والذي يتحدث عن حياة رئيس الوزراء نوري السعيد، وشارك في هذا العمل مجموعة من نجوم الفنانين العراقيين إضافة إلى ممثلين من مصر وسوريا، وكان من إخراج: فارس طعمة التميمي.
- عمل في مسلسل مشترك عراقي سوري: رسائل من رجل ميت، من بطولتهِ وبطولة الفنان السوري غسان مسعود، والفنانة العراقية شذى حسون. وعرض المسلسل على قناة البغدادية في شهر رمضان لعام 2008م، وكان آخر عمل فني شارك بهِ قبل وفاته.

## وفاته
توفى في الولايات المتحدة الأمريكية أثر نوبة قلبية في شهر نيسان عام 2009.